# 本間啓
本間 啓（ほんま あきら、1916年2月16日 - 1984年2月28日）は、日本の造園学者。農学博士。技術士。
東京大学農学部旧農業生物学科園芸第二講座緑地学研究室で、都市緑化並びに緑化用植物の研究を進め、特に日本住宅公団住宅における一連の造園緑化手法や東京ベイエリアの調査に基づくエコロジカルコリドーのあり方についても臨海部の森づくりにおいて基礎的調査を実施、臨海埋立地における緑地植物の植栽に関する研究などに取り組んでいる。
東京生まれ。東京帝国大学農学部卒業後、内務省国土局に入る。東京都立園芸学校教諭を経て、建設省発足時に移籍。建設技官、総理府技官を経て、1959年東京大学農学部助教授。1951年、日本都市計画学会「容積地域に関する研究会」補助員。
1969年、日本造園学会賞受賞。1973年から1976年まで、東京大学教授。1973年から1975年、日本造園学会長。大学退官後、財団法人海洋博覧会記念公園管理財団理事長、東京農業大学嘱託教授・大学院指導教授を歴任。1984年2月28日死去。没後、勲三等瑞宝章を贈られた。
1985年から日本造園学会は学会賞制度に研究奨励賞（本間啓賞）を新たに設置している。

## 著書
- 造園概論（農業図書、1978年、ISBN 978-4821910106）
- 日本文化としての庭園（共著、丹羽鼎三記念出版会／編、誠文堂新光社、1968年）
- 世界と日本の街路樹（監修, 日本交通公社出版事業局, 1982年）
- 庭木・花木配植と仕立て方入門（住まいと庭シリーズ、誠文堂新光社、1975年）
- 芝庭づくり入門（監修、日比谷花壇造園土木／編、1973年）
- 地表面処理植栽に関する研究（共著、昭和34・35年度委託研究、日本住宅公団建築部調査研究課、1960年）
- 造園植物の生産および市場調査（共著、日本住宅公団設計課、1960年）
- 地表面処理植栽に関する研究 2（共著、日本住宅公団、1963年）
- 街路樹ガイド（本間啓・坂崎信之／監修、板橋区 1983年3月）
- 続・樹の本（坂崎信之・川上幸男・北沢清 と共同執筆 / 総・坂崎信之 受託編集制作、Aboc出版局企画制作（財）三菱UFJ環境財団発行）